# Romy Hiller
Romy Hiller (* 24. Juni 1981 in Wismar) ist eine deutsche Journalistin, Fernsehmoderatorin und Nachrichtensprecherin.

## Leben und beruflicher Werdegang
Romy Hiller wuchs im Ostseebad Kühlungsborn auf. Im Jahr 2000 machte sie ihr Abitur. Danach folgte ein zweijähriges Rundfunkvolontariat bei Antenne MV in Plate bei Schwerin. Daran anschließend wurde Hiller Radiomoderatorin einer täglichen Vormittagssendung bei Antenne MV.

### RTL
Im April 2005 begann Hiller eine Ausbildung zur TV-Redakteurin/-Moderatorin bei RTL Nord. Station machte sie dabei unter anderem bei Stern TV, im RTL-Studio New York und bei RTL aktuell in Köln.
Von 2008 bis 2018 war Hiller als Korrespondentin der deutschen RTL-Sender für die Länder Hamburg und Schleswig-Holstein zuständig. Zudem moderierte sie zwischen 2008 und 2018 das RTL-Regionalmagazin RTL Nord.

### NDR
Seit 2018 ist Hiller in der Wirtschaftsredaktion des Norddeutschen Rundfunks aktiv. Am 25. Oktober 2021 präsentierte Hiller erstmals die Nachrichtensendung NDR Info des Norddeutschen Rundfunks, seit November 2021 fungiert sie als Hauptmoderatorin der Nachmittagsausgabe.

### ARD-Aktuell
Seit dem 2. Dezember 2020 moderiert sie zudem Tagesschau-Nachrichten auf tagesschau24 und seit dem 27. Januar 2021 spricht sie die 9-Uhr-Vormittagsausgabe sowie seit dem 1. Juni 2021 Nachtausgaben der Tagesschau im Ersten. Seit 14. Juni 2025 präsentiert sie auch die Hauptausgabe um 20 Uhr.

## Privates
Hiller ist Mutter von zwei Töchtern. Sie lebt mit ihrer Familie in Hamburg.